# Zoraida njalensis
Zoraida njalensis är en insektsart som beskrevs av Frederick Arthur Godfrey Muir 1928. Zoraida njalensis ingår i släktet Zoraida och familjen Derbidae. Inga underarter finns listade i Catalogue of Life.